# Tambak Oso
Tambak Oso is een bestuurslaag in het regentschap Sidoarjo van de provincie Oost-Java, Indonesië. Tambak Oso telt 2491 inwoners (volkstelling 2010).